# National Railway Equipment

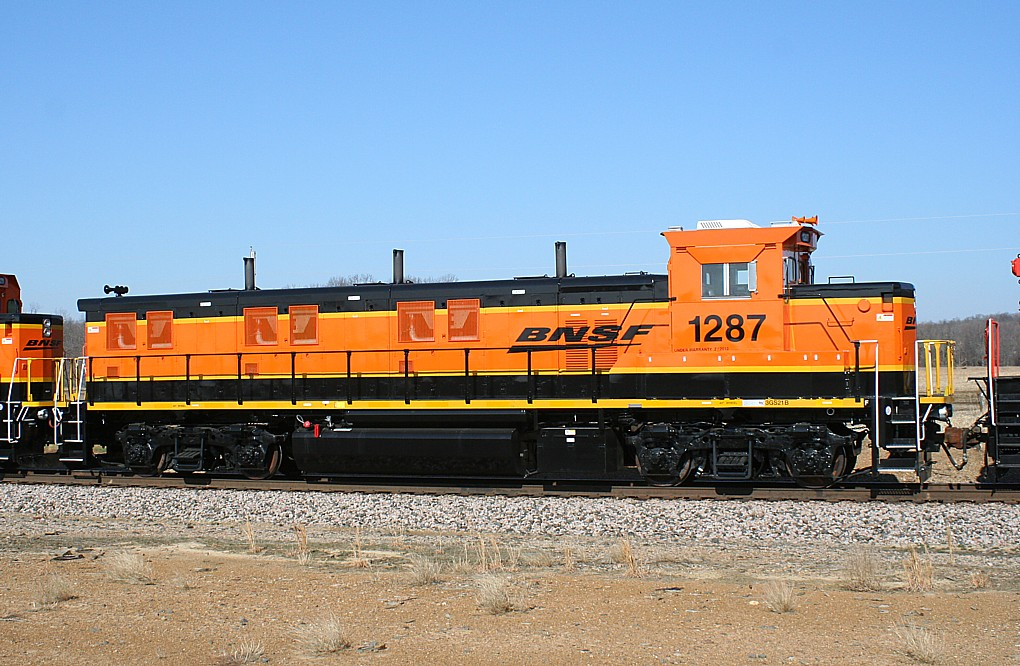
3GS21B der BNSF Railway

National Railway Equipment Co. (NREC, NRE) ist ein amerikanisches Unternehmen mit Sitz in Mount Vernon (Illinois). Das Unternehmen wurde 1984 von Lawrence Beal gegründet, der zuvor Geschäftsführer der u. a. in der Fahrzeuginstandhaltung tätigen Gesellschaft Chrome Crankshaft war.
National Railway Equipment hat sich auf die Herstellung und Aufarbeitung von Lokomotiven und Lokomotivteilen spezialisiert. Weiterhin bietet das Unternehmen laufende Unterhaltung, Wartung und technischen Sofortservice an. Ein Bestand von rund 500 Lokomotiven steht zum Kauf oder zur Miete zur Verfügung. Im Sommer 2002 erwarb NRE ihre Tochtergesellschaft VMV Enterprises, auch bekannt unter „VMV Paducahbilt“.
Seit 2006 bietet das Unternehmen mit den „N-ViroMotive“-Genset-Lokomotiven abgasarme Fahrzeuge an. Für den internationalen Markt bietet das Unternehmen unter der Bezeichnung „E-Series“ eine modulare Lokomotivbaureihe mit einer Achslast von minimal 17 Tonnen und 1470 bis 2575 kW an.
Um die Jahrtausendwende betrieb NRE neun Produktionsstandorte in Nordamerika. Anfang 2017 schloss NRE die Werkstatt in Capreol, Greater Sudbury in Kanada und entließ 65 Mitarbeiter am US-Standort Paducah. Im August 2020 gab die NRE bekannt, auch das frühere Ausbesserungswerk der Chicago, Rock Island and Pacific Railroad in Silvis nicht weiter zu nutzen. Es wurde 2022 an die Organisation Railroading Heritage of Midwest America übergeben, die darin 2023 ein Eisenbahnmuseum eröffnete, einen kleinen Teil der Flächen aber als Wartungsstützpunkt an die NRE vermietet. Die NRE konzentrierte sich damit in Nordamerika überwiegend ihre Standorte in Mount Vernon, Paducah und Calgary.
In Kooperation mit TŽV Gredelj unterhält die NRE zudem einen Standort in Zagreb.
Am 11. Juli 2020 verstarb der Geschäftsführer (CEO) der NRE, Steven L Beal, im Alter von 46 Jahren. Er hatte die Leitung des Unternehmens 2010 von seinem Vater Lawrence Beal nach dessen Tod übernommen. Vorübergehend übernahm im Juli 2020 ein Komitee mehrerer NRE-Mitarbeiter die Geschäftsführung, ehe zum 1. Juli 2022 Merritt Becker diese Rolle einnahm.
Am 2. Mai 2023 erwarb die in Southfield ansässige Investmentgesellschaft TRM Equity II einen Großteil des Anlagevermögens der National Railway Equipment Corporation und den gesamten Geschäftsbetrieb. Die NRE tritt seither als TRM NRE auf.

## Lokomotiv-Baureihen
| Bezeichnung                       | Achsfolge                             | Leistung                          | Baujahre                          | Stückzahl                         | Kunden                                                                                      | Bemerkung                                                                            |
| „N-ViroMotive“-Genset-Lokomotiven | „N-ViroMotive“-Genset-Lokomotiven     | „N-ViroMotive“-Genset-Lokomotiven | „N-ViroMotive“-Genset-Lokomotiven | „N-ViroMotive“-Genset-Lokomotiven | „N-ViroMotive“-Genset-Lokomotiven                                                           | „N-ViroMotive“-Genset-Lokomotiven                                                    |
| --------------------------------- | ------------------------------------- | --------------------------------- | --------------------------------- | --------------------------------- | ------------------------------------------------------------------------------------------- | ------------------------------------------------------------------------------------ |
| UPY 2005                          | Bo'Bo'                                | 1030 kW                           | 2005                              | 1                                 |                                                                                             | Prototyp weitgehend baugleich mit 2GS14B aber mit zentralem Führerhaus               |
| 2GS14B                            | Bo'Bo'                                | 1030 kW                           | 2007–                             | 20                                |                                                                                             | 2 Genset-Motoren, entweder Nutzung aufgearbeiteter Rahmen oder einer Neukonstruktion |
| 3GS21B                            | Bo'Bo'                                | 1545 kW                           | 2006–                             | 167                               | u. a. Union Pacific Railroad mit 60 Lokomotiven                                             | 3 Genset-Motoren                                                                     |
| 3GS21B-DE                         | Bo'Bo'                                | 1545 kW                           | 2007–                             | 20                                |                                                                                             | 3 Genset-Motoren, dynamische Bremsen                                                 |
| 3GS21C                            | Co'Co'                                | 1545 kW                           | 2007–                             | 20                                |                                                                                             | 3 Genset-Motoren                                                                     |
| 1GS7B                             | Bo'Bo'                                | 515 kW                            | 2008–                             | 9                                 |                                                                                             | 1 Genset-Motor                                                                       |
| Andere Modelle                    |                                       |                                   |                                   |                                   |                                                                                             |                                                                                      |
| E-2300                            | Co'Co' (Meterspur bzw. Breitspur)     |                                   | 2009–                             | 6                                 | Camrail (Kamerun) Trenes Argentinos Operaciones (Argentinien)                               |                                                                                      |
| E-3000                            | Bo'Bo' (Regelspur) Co'Co' (Meterspur) | 2461 kW                           | 2008–2012, 2020–                  | 18                                | Qube Holdings (Australien) Alcoa (Brasilien) Camrail (Kamerun) White Pass and Yukon Railway |                                                                                      |